# Las hermanas fantásticas
Las hermanas fantásticas es una película de comedia argentina de 2024 dirigida por Fabiana Tiscornia. Está protagonizada por Sofía Morandi y Leticia Siciliani en el papel de dos hermanas que se conocen tras heredar un departamento de su difunto padre, donde encuentran una suma millonaria en euros. La película se estrenó mundialmente el 30 de agosto de 2024 en Netflix.
La película fue anunciada en marzo de 2023 y su rodaje inició en octubre de ese año en Buenos Aires bajo la producción de Patagonik Film Group.

## Sinopsis
El argumento se focaliza en Jésica y Ángela, dos hermanas distantes que se reencuentran luego de recibir la noticia del fallecimiento de su padre con quien tampoco tenían mucha relación. Luego del funeral, ambas se enteran de que heredaron un exclusivo departamento ubicado en Puerto Madero, donde descubren una fortuna monetaria en euros. Esta adquisición significa para las hermanas el principio de sus problemas, entre ellos se convierten en dos prófugas de las autoridades policiales y se ven obligadas a trabajar juntas para resolver el malentendido a pesar de tener un vínculo tirante.

## Elenco
- Sofía Morandi como Jésica Di Pace
- Leticia Siciliani como Ángela Di Pace
- Andrea Garrote como Inesita Álvarez Ballesta
- Lorena Vega como Pamela Troncoso
- Mariano Saborido como Daniel Severino
- José Manuel Espeche como Omar Chichi
- Ignacio Giménez como Marcelo
- Manuel Vignau como Ezequiel Barzenac
- Luciano Borges como Osterfil
- Mónica Cabrera como Bubi
- Cecile Caillon como Estela
- Agustín Gagliardi como Tincho

## Recepción

### Comentarios de la crítica
La película recibió críticas favorables por parte de los expertos. Pablo O. Scholz de Clarín calificó a la cinta como «buena» puntualizando que «tiene algunos buenos gags» y que la película funciona gracias la química de las protagonistas. Diego Lerer de Micropsia cine señaló que «Las hermanas fantásticas es una comedia menor, amable pero fallida, que terminará más que nada sirviendo para lanzar las carreras de sus dos carismáticas protagonistas».
En una reseña para Otros cines, Diego Batlle escribió «la película de Fabiana Tiscornia contó con un muy buen equipo técnico, actrices y un guion de Mariano Vera en el que ningún elemento de la fórmula luce demasiado fresco, sorprendente e innovador». Juan Pablo Russo de Escribiendo cine valoró las actuaciones de Morandi y Siciliani, asegurando que el filme «se apoya en la química y el talento interpretativo de sus protagonistas», quienes además «entregan actuaciones matizadas que capturan la esencia de sus personajes en una oscilación constante entre la comedia ligera y la carga emocional más intensa».